# Величайшая из когда-либо рассказанных историй (книга)
Величайшая из когда-либо рассказанных историй (англ. The Greatest Story Ever Told—So Far) ― десятая научно-популярная книга американского учёного, физика-теоретика Лоуренса Максвелла Краусса. Книга была первоначально опубликована 21 марта 2017 года американским издательством «Atria Books».

## Содержание
Книга Краусса посвящена современному научному пониманию возникновения Вселенной и повествует историю того, как ученые мира сформулировали Стандартную модель физики элементарных частиц. Лоуренс Краусс также подробно описывает, как симметрия проложили путь к основным открытиям современной физики элементарных частиц.

## Отзывы
Рецензент американского журнала «Publishers Weekly» написал:

«В уверенной и многословной прозе Краусс рассказывает историю, которая одновременно прославляет и исследует науку. Посредством этого он напоминает читателям, почему ученые создают такие сложные механизмы и раздвигают границы квантового мира, когда ничего не имеет смысла: «Нет более практической причины, чем праздновать и исследовать красоту природы»— 
.
Дэвид Вармфлэш из «Wired UK» прокомментировал книгу Краусса:

«Эта книга физика Лоуренса Краусса посвящена истории физики и современных исследований, охватывающих как космологию, так и субатомную физику, то, что Краусс описывает как физику элементарных частиц. Это научная книга, но первая глава открывается библейской цитатой» 
— 
Книга получила высокие оценки экспертов программы «Всенаука» и легально распространяется на бесплатной основе.

## Издание в России
В России книга была переведена на русский язык и опубликована в 2019 году.